# Storfruktig bäckgyalidea
Storfruktig bäckgyalidea (Gyalidea fritzei) är en lavart som först beskrevs av Stein, och fick sitt nu gällande namn av Vezda. Storfruktig bäckgyalidea ingår i släktet Gyalidea och familjen Gomphillaceae.  Arten är reproducerande i Sverige. Inga underarter finns listade i Catalogue of Life.